# Malteser Hilfsdienst
Der Malteser Hilfsdienst e. V. (MHD) in Deutschland ist eine katholische Hilfsorganisation, die vom Deutschen Caritasverband und zwei Gliederungen des Malteserordens gegründet wurde. Das Zeichen des Malteser Hilfsdienstes ist das weiße, achtspitzige Malteserkreuz auf rotem Grund in Wappenform. „Bezeugung des Glaubens und Hilfe den Bedürftigen“ ist der Leitsatz des Malteserordens, dem der Malteser Hilfsdienst folgt. Die evangelische Schwesterorganisation ist die Johanniter-Unfall-Hilfe.

## Geschichte
Der Malteser Hilfsdienst begann am 1. Januar 1953 als Untergliederung der Genossenschaft der Rheinisch-Westfälischen Malteser-Devotionsritter und des Vereins der Schlesischen Malteser-Ritter in Münster die Ausbildungstätigkeit in Erster Hilfe; am 24. Oktober 1955 wurde eine Satzung aufgestellt und die Eintragung als eingetragener Verein beantragt. Am 11. Juli 1956 wurde der Sitz nach Köln verlegt. Aus dem Malteser Hilfsdienst entwickelten sich ab 1978 die Organisationen Malteser Hilfsdienst e. V., Malteser Werke e. V., Malteser Hilfsdienst gGmbH, Malteser Werke gGmbH, Malteser Auslandsdienst, Malteser International e. V. und die damalige Ausrüstungsgesellschaft für Hilfsorganisationen mbH (Augeco).
Der Malteser Hilfsdienst e. V. und die Malteser Hilfsdienst gGmbH haben in Deutschland zusammen etwa 51.000 ehrenamtliche und 35.000 hauptamtliche Mitarbeiter sowie 1.010.000 Mitglieder und Fördermitglieder. Die evangelische Schwesterorganisation ist die Johanniter-Unfall-Hilfe.

## Grundlagen

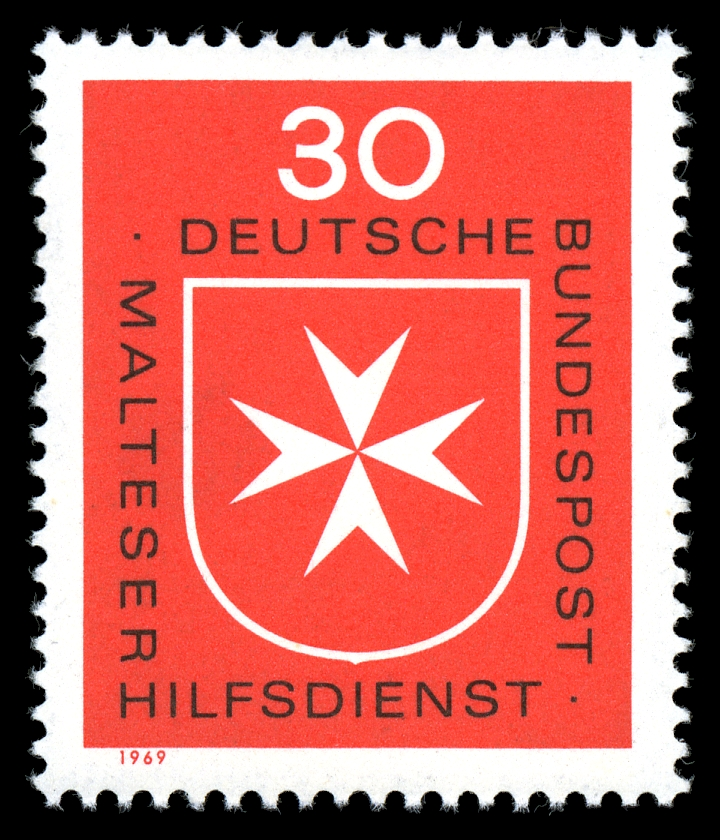
Bundesdeutsche Sonderbriefmarke von 1969

Der Malteser Hilfsdienst ist über das Gesetz über das Deutsche Rote Kreuz und andere freiwillige Hilfsgesellschaften im Sinne der Genfer Rotkreuz-Abkommen – DRK-Gesetz – als freiwillige Hilfsgesellschaft im Sinne des Artikels 26 des Genfer Abkommens I anerkannt und Mitglied der BAGEH, der Bundesarbeitsgemeinschaft Erste Hilfe. Er ist neben der Deutsche Malteser eine Teilorganisation der Malteser in Deutschland. In ihm wird die ehrenamtliche Arbeit gebündelt.
Der Malteser Hilfsdienst e. V. ist ein als gemeinnützig anerkannter Verein und damit berechtigt, Zuwendungsbestätigungen für Spenden auszustellen.

### Leitsatz
Der seit dem zwölften Jahrhundert gültige Leitsatz des Malteserordens Tuitio fidei et obsequium pauperum, also „Bezeugung des Glaubens und Hilfe den Bedürftigen“, gilt auch für den Hilfsdienst.

## Organisation

### Bundesebene
Das Präsidium wird auf vier Jahre gewählt, zuletzt am 22. Juni 2024, ist das höchste Zentralorgan der Malteser. Der geschäftsführende Vorstand führt das operative Geschäft nach Vorgabe des Präsidiums. Das höchste beschlussfassende Gremium der Malteser ist die jährlich stattfindende Bundesversammlung.
Dem Präsidium gehören an:
- Präsident: Georg Khevenhüller
- Vizepräsidentin und Generaloberin: Clementine Perlitt
- Vizepräsidenten: Albrecht von Croy und Alexandra Bonde
- Bundesseelsorger: Bischof Heinrich Timmerevers
- Bundesarzt: Rainer Löb
- Bundesfinanzkurator: Dominicus Freiherr von und zu Mentzingen
- Vertreter der Deutschen Assoziation des Malteserordens: Constantin Graf Droste zu Vischering und Stephan Freiherr Spies von Büllesheim
- Vertreter der Diözesanleiter und Landesbeauftragten: Julius-Alexander Past und Christian Striefler
- Vertreter der Beauftragten: Annette Lehmann und Carl Graf von Soden-Fraunhofen
- Bundesjugendsprecherin: Jannik Jacob
- Zweiter Vertreter der Malteser Jugend: Tristan Linnemann
- Vertreter Regionalleiter: Heinrich Kramer
- Vertreter der aktiven Helferschaft: Boris Falkenberg, Tatjana Laux, Joachim Gold, Anna Zaubitzer

Dem Präsidium gehören mit beratender Stimme an:
- Elmar Pankau, Vorsitzender des Geschäftsführenden Vorstands
- Ulf Reermann, Geschäftsführender Vorstand
- Douglas Graf von Saurma-Jeltsch, Geschäftsführender Vorstand
- Thomas Kleinert, Geschäftsführender Vorstand
- Ernst Freiherr von Freyberg, Präsident der Deutschen Assoziation des Malteserordens
- Eva Maria Welskop-Deffaa, Präsident des Deutschen Caritasverbandes
- Jens Engel, Vertreter der Diözesangeschäftsführer
- Sophie Gräfin von Preysing, Vertreterin der Regionalgeschäftsführer

#### Ehemalige Präsidenten
- 1953: Rudolf von Twickel (Gründungspräsident)
- 1980–1992 Dieter von Landsberg-Velen (erster gewählter Präsident)
- 1992–2018: Constantin von Brandenstein-Zeppelin

### Untergeordnete Gliederung
Die Malteser richten ihre Gliederungsweise als katholische Organisation an den deutschen Bistümern aus.
Den Diözesangliederungen sind dann die Orts- und Stadtgliederungen sowie die Pfarrgruppen angegliedert. Ihnen steht ein ehrenamtlicher Orts- bzw. Stadtbeauftragter vor. Die Kreis- oder Stadtgeschäftsstellen unterhalb der Diözesanebene werden hauptamtlich oder ehrenamtlich geführt.
In den Untergliederungen führen „Dienststellenleiter“ ihre Fachbereiche.
Regionalbereiche

Aufgeteilt ist der Malteser Hilfsdienst e. V. in sechs Regionalbereiche:
Baden-Württemberg,
Bayern,
Hessen/Rheinland-Pfalz/Saarland,
Nord/Ost, Nord/West und
Nordrhein-Westfalen.
Unter den einzelnen Regionalbereichen teilen sich die Diözesen wie folgt auf:
Region Baden-Württemberg: Diözese Rottenburg-Stuttgart, Diözese Freiburg
Region Bayern: Diözese Augsburg, Diözese Bamberg, Diözese Eichstätt, Diözese München-Freising, Diözese Passau, Diözese Regensburg, Diözese Würzburg
Region Hessen/Rheinland-Pfalz/Saarland: Diözese Fulda, Diözese Limburg, Diözese Mainz, Diözese Speyer, Diözese Trier
Region Nord/Ost: Diözese Berlin, Diözese Magdeburg, Diözese Görlitz, Diözese Dresden-Meißen, Diözese Erfurt
Region Nord/West: Diözese Hamburg, Diözese Hildesheim, Diözese Osnabrück, Offizialat Oldenburg
Region Nordrhein-Westfalen: Diözese Aachen, Diözese Essen, Diözese Köln, Diözese Münster, Diözese Paderborn

### Organisation der Notfallvorsorge
Im Bereich der Notfallvorsorge übernimmt der Malteser Hilfsdienst die üblichen Strukturen des Katastrophenschutzes. Der Leiter Einsatzdienste und/oder Leiter Notfallvorsorge bildet als Alarmspitze einen Ansprechpartner für die Katastrophenschutzbehörden. Ihm unterstehen Züge, Gruppen und Trupps mit ihren jeweiligen Führungskräften. Auch die Bildung besonderer Katastrophenschutzeinheiten wie etwa Schnelleinsatzgruppen ist möglich.

## Tätigkeitsbereiche

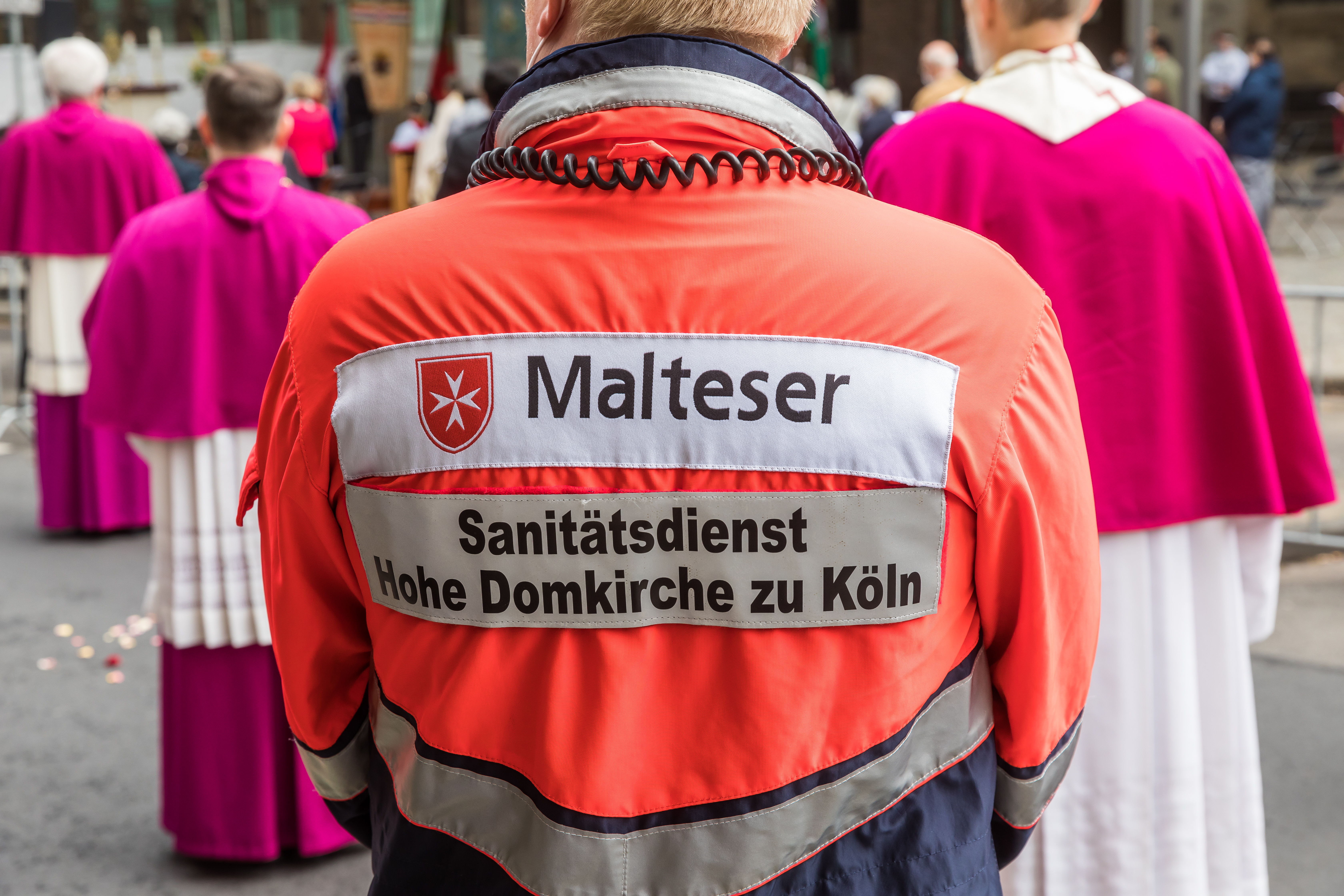
Sanitäter des Malteser Hilfsdienstes im Einsatz für den Sanitätsdienst der Hohen Domkirche zu Köln während der Fronleichnamsprozession 2020

Der Malteser Hilfsdienst e. V. ist für die ehrenamtliche Arbeit der Malteser zuständig. Diese umfasst vor allem die folgenden Aufgabenbereiche:

### Ausbildung
An vielen Orten im Bundesgebiet bieten die Malteser Lehrgänge im Bereich der Breitenausbildung (Erste-Hilfe-Kurse) an. Im Jahr 2005 wurde ein auf die DIN 9001 ausgerichtetes Qualitätsmanagement im Bereich der Ausbildung eingeführt. Dadurch ist ein bundeseinheitlicher Standard in der Ausbildung sichergestellt. Die Malteser sind in Deutschland Marktführer in der Ausbildung von Pflegehilfspersonal; die Qualifizierung zur Schwesternhelferin und zum Pflegediensthelfer wird vielerorts angeboten und durch verschiedene Programme der Agentur für Arbeit durch z. B. Bildungsprämien finanziell unterstützt. Für die Qualität des Lehrgangsangebotes vor Ort ist jeweils ein Leiter Ausbildung verantwortlich, der je nach Größe der Gliederung sowohl haupt- als auch ehrenamtlich beschäftigt sein kann.
Die Ausbildung, Fortbildung und Weiterbildung im Rettungsdienst wird mit Schwerpunkt auf der Berufsausbildung von Notfallsanitäterinnen und Notfallsanitätern an folgenden Berufsfachschulen Rettungsdienst der Malteser in Deutschland durchgeführt:
- Malteser Bildungszentrum Euregio in Aachen mit den Außenstellen Erkelenz und Krefeld,
- Malteser Bildungszentrum Rheinland in Bonn,
- Malteser Bildungszentrum Westfalen in Dortmund,
- Malteser Schulungszentrum Nellinghof in Neuenkirchen-Vörden mit Außenstelle Wilhelmshaven,
- Malteser Bildungszentrum Crux Alba in Magdeburg,
- Malteser Rettungsdienstschule Bayern in Regenstauf und
- Malteser Bildungszentrum Rettungsdienst für BaWü & HRS mit der Rettungsdienstschule Hessen in Wetzlar und Rüsselsheim, der Rettungsdienstschule Rheinland-Pfalz in Ludwigshafen und Trier sowie der Rettungsdienstschule Baden-Württemberg in Korntal-Münchingen und Freiburg.

### Auslandsdienst
Der erste Auslandseinsatz des Malteser Hilfsdienstes erfolgte vom 24. November 1956 bis zum 16. Januar 1957 an der österreichisch-ungarischen Grenze zwecks Betreuung ungarischer Flüchtlinge während der Ungarnkrise. 1966 bis 1975 fand der bislang größte Auslandseinsatz der Malteser in Südvietnam während des Vietnam-Kriegs statt, bei dem drei Helfer ums Leben kamen. Der zentrale Auslandsdienst wurde im Jahr 2005 aus dem Malteser Hilfsdienst e. V. ausgegliedert und ist jetzt als Malteser International e. V. (Auslandshilfswerk des Malteserordens) übernational mit Sitz in Köln tätig. In vielen Gliederungen der Malteser findet ehrenamtliche Auslandsarbeit – insbesondere mit Ost- und Südosteuropa – statt.

### Jugend

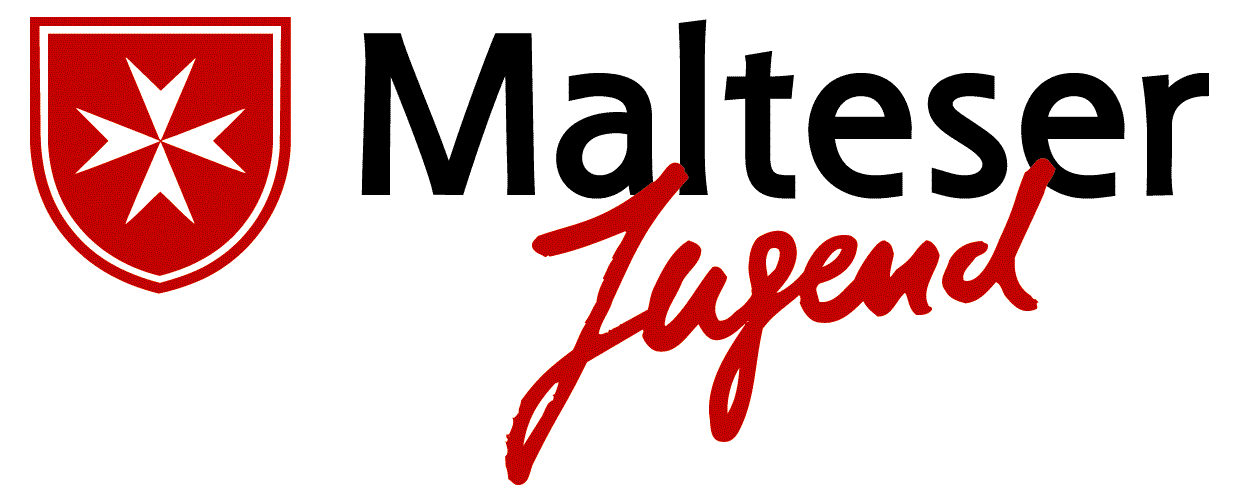
Logo (Wappen und Schriftzug) der Malteser Jugend

Die Malteser Jugend ist die in Gruppen zusammengeschlossene Gemeinschaft von Jugendlichen bis zum 27. Lebensjahr im Malteser Hilfsdienst e. V. Die Schwerpunkte der Jugendarbeit werden definiert durch die im Leitbild festgelegten vier Grundlagen der Malteser Jugend, dies sind im Einzelnen:
- Glauben
- Lachen
- Helfen
- Lernen

Ehemals wurde die Malteser Jugend in 4 Säulen und 1 Fundament aufgeteilt:
- Soziales Engagement
- Aktive Freizeitgestaltung
- Bildungsarbeit
- Malteserspezifische Ausbildung (z. B. Erste Hilfe etc.)

und als Fundament
- Glauben

Die Jugendlichen sollen bestärkt werden, ihre Mitverantwortung für Kirche, Gesellschaft und Staat zu erkennen und zu tragen. Neben den regelmäßigen Gruppenstunden im Ortsverband sind es besonders die Fahrten, Zeltlager und Seminare, die das Vereinsleben prägen. Die Malteser Jugend hat es in den letzten Jahren geschafft, entgegen dem Trend in anderen Jugendverbänden ihre Mitgliederzahl (etwa 7.600) zu halten und sogar zu erhöhen.

### Notfallvorsorge

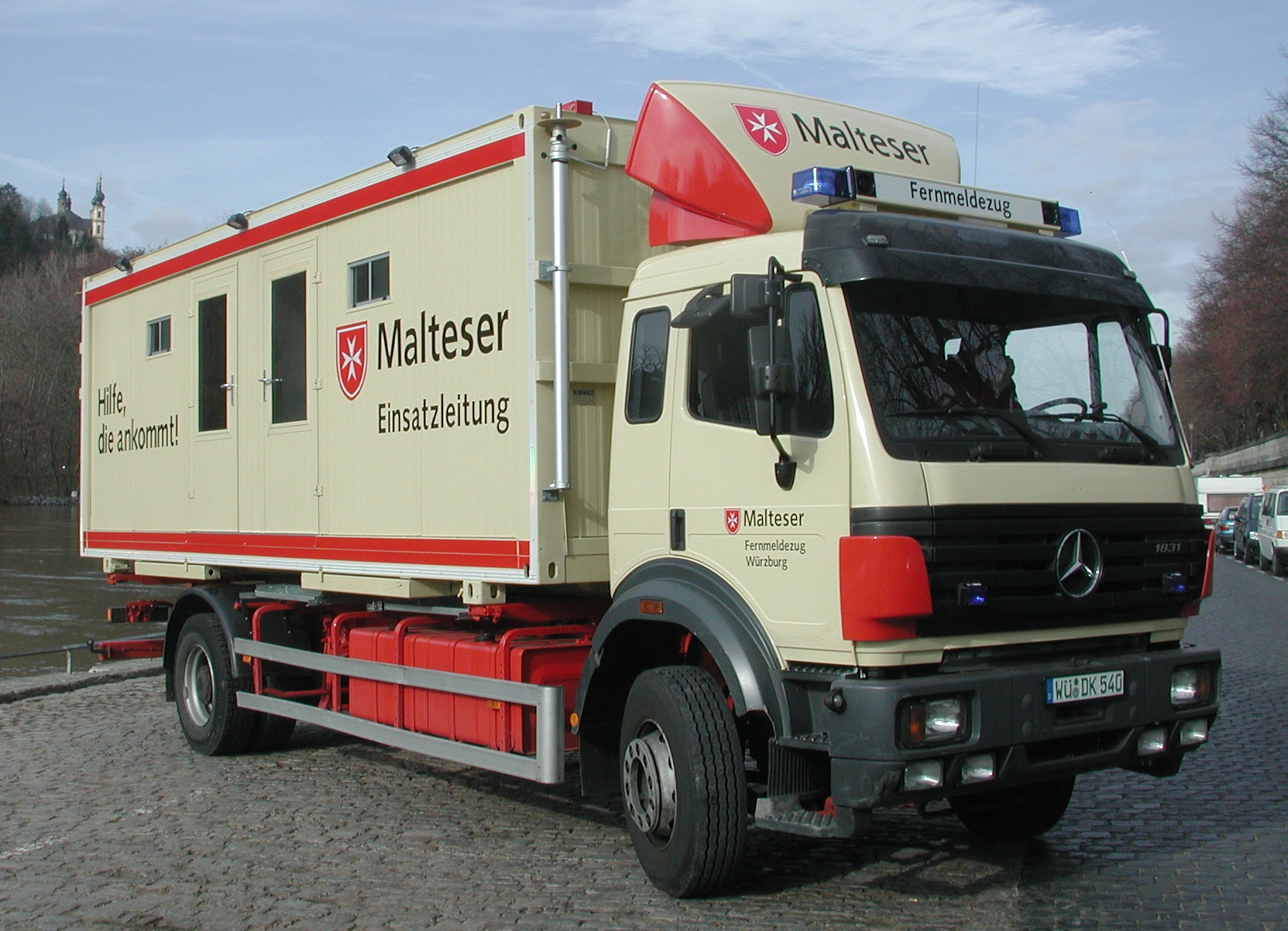
Einsatzleitwagen ELW2 der Würzburger Malteser (2006)

Zum Bereich der Notfallvorsorge gehören die beiden großen Bereiche Katastrophenschutz und Sanitätsdienst. Hierzu halten die Malteser bundesweit Einheiten wie z. B. Sanitäts- und Betreuungszüge oder Fernmeldezüge vor. Bei Großveranstaltungen wie dem Heiligen Jahr 2000 in Rom, dem Weltjugendtag in Köln, dem Besuch von Papst Benedikt in Bayern oder den Katholikentagen sind die Malteser regelmäßig im Einsatz.
Zur Notfallvorsorge gehört auch der Bereich der psychosozialen Notfallversorgung und damit die Fachbereiche Notfallseelsorge, Krisenintervention und Hilfe für Helfer (CISM).

### Soziale Dienste
Die sozialen Dienste des Malteser Hilfsdienstes sind der Hospizdienst sowie die ehrenamtlichen Besuchs- und Begleitdienste (BBD), in den Diözesen Speyer, Augsburg und Freiburg zudem eine bundesweit zertifizierte Ausbildung zum Tanzleiter im Sitzen. Die BBD bilden eine Schnittstelle zu den sozialunternehmerischen Diensten der Malteser Hilfsdienst gGmbH und stellen teilweise auch eine Kooperation mit Pfarrgemeinden vor Ort dar (u. a. bei Krankenbesuchen).
Im Juni 2025 startet der Bereich ‚Sozial stärken und teilhaben‘ vom Malteser Hilfsdienst deutschlandweit das Plaudernetz als eine telefonisch soziale Interaktion durch zufällig ausgewählte Gesprächspartner, welche durch die Anmeldung auf die gleichnamige Plattform teilnehmen können. Durch die Deutsche Telekom wird diese Aktion in Form von Marketing sowie Übernahme der Verbindungskosten unterstützt.

## Ehrenmitglieder
- Benedikt XVI., Papst, ab 2007[11]